# Alfred Stanley Fordham
Sir Alfred Stanley Fordham, KBE, CMG (* 2. September 1907 in Melbourn Bury, Cambridgeshire oder möglicherweise 2. September 1897; † 6. April 1981 in Royston, Hertfordshire) war ein britischer Diplomat.

## Leben
Seine Eltern waren Constance Augusta Stanley und Alfred Russell Fordham of Melbourn Bury J.P., M. A. Cambridge, Barrister-at-Law.
Fordham ging in Eton zur Schule und studierte am Trinity College in Cambridge.
1930 trat er in den auswärtigen Dienst ein.
Er war 1932 Vice-Consul in San Francisco. Weitere Stationen seiner Laufbahn waren Lima (1933–1936), Guatemala (1936–1943), Los Angeles (1943–1944), San Salvador (1944–1945) und St. Louis (1945–1948). 1949–1951 war er Head des American Department im Foreign Office. 1951–1952 war er Counsellor (Botschaftsrat) in Warschau, 1952–1954 in selber Funktion in Stockholm, 1954 Minister (Gesandter) in Buenos Aires.
1956 wurde er britischer Botschafter in Havanna. Er räumte wiederholt ein, dass ihn der Sieg von Fidel Castro Anfang 1959 überrascht habe. 1960 wurde er Botschafter in Kolumbien.
Fordham war seit 1934 mit Isabel Ward verheiratet, die einer bedeutenden britisch-peruanischen Familie entstammte. Das Paar hatte zwei Kinder.
Von 1973 bis zur Auflösung der Grafschaft 1974 war er High Sheriff of Cambridgeshire and Isle of Ely.